# Uffington Dragon Hill
Uffington Dragon Hill är ett slott i Storbritannien.   Det ligger i grevskapet Oxfordshire och riksdelen England, i den södra delen av landet, 100 km väster om huvudstaden London. Uffington Dragon Hill ligger 178 meter över havet.
Terrängen runt Uffington Dragon Hill är huvudsakligen platt, men den allra närmaste omgivningen är kuperad. Runt Uffington Dragon Hill är det ganska tätbefolkat, med 207 invånare per kvadratkilometer. Närmaste större samhälle är Swindon, 15,0 km väster om Uffington Dragon Hill. Trakten runt Uffington Dragon Hill består till största delen av jordbruksmark.